# Jely Reátegui
Nayely Reátegui Chang (Iquitos, 24 de enero de 1988), más conocida como Jely Reátegui, es una comunicadora y actriz peruana que radicó en Estados Unidos. Es más conocida por su participación en la miniserie Vacaciones en Grecia, como Sheyla Huando, en 2013.

## Carrera
Se inicia en el mundo artístico como asistente de David Carrillo y Giovanni Ciccia en el Teatro Mario Vargas Llosa, teatro en el cual tiempo después obtendría su primer rol en una obra teatral para niños, titulada Amigos Invisibles.

## Vida personal
Jely Reátegui nació en Iquitos en 1988, habiendo apenas cumplido los seis meses de embarazo. A consecuencia de esto, fue acarreada por su madre durante los meses subsiguientes, ello debido a la carencia de incubadoras accesibles en Iquitos en ese momento.

## Filmografía

### Vídeos musicales
- La tormenta (de Difonía)[9]
- Año del conejo (de Kanaku y el Tigre)[10]
- Multicolor (de Adrián Bello)[11]

### Cine

#### Cortometrajes
- Peón 4 rey
- Lisandro y el amor

#### Largometrajes
- Como en el cine (2015), como Paloma;
- Siete semillas (2016), como Carmen;[12]
- Aj Zombies! (2017), como promotora del Pisco DEM;
- Soltera codiciada (2018), como Carolina;
- Hotel Paraíso (2019);
- Papá youtuber (2019);
- Las mejores familias (2020);[13]
- Hasta que nos volvamos a encontrar (2022), como Janice;[14]
- Encintados (2022), como Arlette;
- La verdad de Xanaxtasia (2022)
- Soltera codiciada 2 (2023), como Carolina.
- Ramón and Ramón (2025), prima de Ramón.

### Televisión

#### Series y telenovelas
- Gamarra (2011-2012), como Dulce María Rojas Antia;
- Yo no me llamo Natacha 2 (2011-2012), como Wilma «Wichita»;
- Mi amor, el wachimán (2012), como Amelia;
- La reina de las carretillas (2012-2013), como Florencia Dávila;
- Solamente milagros;
- Vacaciones en Grecia (2013), como Sheyla María Huando Machuca / de Berkinson-Mayer;
- Los Cinéfilos (2013-2015), como Chica;
- Experimentores (2014);[15]
- Ven, baila, Quinceañera (2015-2016), como Pamela Gómez Vergaray;
- Hummus de Barranco (2016), como Mariposa;
- VBQ: Todo por la fama (2016-2017), como Pamela Gómez Vergaray;
- Pensión Soto (2017), como Flor «Florcita» Cruzado del Coco;
- Princesas (piloto, 2019), como Úrsula Rosario Machuca Espinoza;
- Un día eres joven (2019), como Alejandra «Ale»;
- El show de Larry (2019), como Jely (ella misma);
- Historias virales (2020), como Sheela.

#### Programas
- Américlub (2013), como ella misma (invitada);
- Súper sábado (2013), como Sheyla Huando (ella misma);
- Los Premios Luces 2017 (edición especial) (2017), como ella misma (invitada);
- Mujeres sin filtro (2018), como ella misma (invitada);
- El reventonazo de la Chola (2018), como ella misma (invitada);
- Cinescape (2018), como ella misma (invitada);
- El placer de los ojos (2019), como ella misma (invitada);[16]
- #Dilo con Jannina Bejarano (2020), como ella misma (invitada);
- El gran chef famosos (2024), como participante.
- Yo soy (2025), como juez.

### Web
- Making of: Historias de rodaje
- Teatro
- Cadáver exquisito (temporada 1: La invasión)[17]

## Teatro
- Amigos invisibles (2009);
- Los Fabulatas (2013), como Clora;
- Un hombre con dos jefes;
- Rockstars;[12]
- Los Fabulatas (reposición, 2013), como Clora;[18]
- Un mundo invisible (2014);
- Los Fabulatas (reposición 2) (2014), como Clora;
- Incendios (2014);
- Los Fabulatas 2: Y la máquina legendaria (2015), como Clora;
- La terquedad (2017), como Nuria y Alfonsa;[19]
- El primer caso de Black & Jack (2017), como Yesika;[20]
- ¿Qué hacemos con Walter? (2019), como Ana Valencia;
- El primer caso de Black & Jack (reposición, 2019), como Yesika;
- Fragmentos (2019);
- El primer caso de Black & Jack (reposición 2, 2019), como Yesika;[21]
- Toc*Toc (2019);
- Fantasma (2020), como actriz;[22]
- Submarinos (2020);
- Maquinal (2023), como Helen Jones;
- La Tribu (2024);
- Caracoles (2024), como Zacarías.

## Discografía

### Agrupaciones musicales
- El Hombre Misterioso, como corista.

### Temas musicales
- Amor de verano (2013), tema para Vacaciones en Grecia, con Juan Carlos Rey de Castro, Daniela Camaiora y Luis Baca.

### Bandas sonoras
- Vacaciones en Grecia (2013)

## Eventos
- Kuraq Tayta Wasi (2020)

## Premios y nominaciones
| Año  | Premio                      | Categoría                       | Trabajo                        | Resultado | Ref.   |
| ---- | --------------------------- | ------------------------------- | ------------------------------ | --------- | ------ |
| 2015 | Premio Luces de El Comercio | Mejor actriz secundaria de cine | Como en el cine                | Nominada  | [ 23 ] |
| 2017 | Premio Luces de El Comercio | Mejor actriz de teatro          | El primer caso de Black & Jack | Ganadora  | [ 24 ] |
| 2019 | Premio Luces de El Comercio | Mejor actriz de TV              | Un día eres joven              | Nominada  | [ 25 ] |
| 2020 | Premio Luces de El Comercio | Mejor actriz de TV              | Historias virales              | Nominada  | [ 26 ] |
| 2020 | Premio Luces de El Comercio | Mejor actriz de artes escénicas | Submarinos                     | Nominada  | [ 27 ] |